# Cloé's Requiem
Cloé's Requiem (クロエのレクイエム?, Kuroe no rekuiemu), è un videogioco d'avventura horror giapponese, creato da Nubarin e Nanashi no Chiyo del gruppo Buriki Clock con il motore grafico RPG Maker VX. Il videogioco è stato pubblicato il 2 ottobre 2013; l'ultima versione pubblicata è stata quella del 29 giugno 2014, ovvero la 1.21. Per giocare correttamente, è necessario scaricare RPG Maker VX RTP ed il software è compatibile con tutti i tipi di Windows fino all'8. Il gioco è stato tradotto in cinese, coreano, portoghese e inglese.
Sono anche stati pubblicati due volumi di light novel che ripercorrono la storia del videogioco, chiamate Cloé's Requiem infinito (クロエのレクイエム infinito?, Kuroe no rekuiemu infinito) e Cloé's Requiem andante (クロエのレクイエム andante?, Kuroe no rekuiemu andante). Al gioco è seguito uno spin-off, Cloé's Requiem-Con amore- (クロエのレクイエム-con amore-?, Kuroe no rekuiemu-Con amore-). Un remake, che sarà anche giocabile su smartphone, è stato annunciato nel 2019.

## Modalità di gioco
Cloé's Requiem è un survival horror in cui l'obiettivo è quello di liberare Cloé, la sua casa e Michel dalle maledizioni. La maledizione di Cloé si indebolisce a mano a mano che si suonano i brani con la ragazza (infatti, si illumina ciascun piano della casa), e questi sono reperibili una volta completati gli enigmi e svelati i misteri dell'abitazione. Esplorando la casa, si trovano vari oggetti che servono per completare altri enigmi, accedere a nuove zone, o ottenere un finale differente. Il personaggio del giocatore, Michel, ha cinque cuori di "salute mentale", che possono essere risanati solo parlando con Cloé; una volta finiti i cuori, Michel impazzirà e ucciderà la bambina. I salvataggi sono frequenti, e consistono in registri aperti sparsi per la casa.

## Trama
Protagonisti del gioco sono Michel D'Alembert, bambino di 12 anni nonché violinista prodigio, e Cloé Ardennes, figlia tredicenne del compositore Alain Ardennes.
Michel, dopo essere scappato di casa per motivi apparentemente sconosciuti e aver preso una carrozza, viene lasciato davanti a casa Ardennes, un'imponente villa di quattro piani. Dopo un primo giro nel piano terra, Michel conosce Cloé, intenta a suonare al pianoforte. Questa svela finalmente il filo conduttore del gioco, spiegando a Michel che la casa in cui si trovano è maledetta, e chiede al ragazzo di liberarla. Inizia così per Michel l'avventura alla scoperta dei segreti racchiusi nella casa, sia attraverso gli enigmi, sia con racconti e flashback della vita di Cloé. 
Si viene a sapere, in questo modo, del rapporto turbolento che il padre aveva con la ragazza, che abusava di lei fin dagli 8 anni, e del disprezzo della madre nei confronti della figlia.
Arrivati al flashback del terzo piano, invece, se ne ha uno più lungo, questa volta su Michel, che mostra i problemi in casa D'Alembert tra Michel, il padre e il fratello gemello Pierre, invidioso della sua innata bravura nel campo della musica. Al giocatore viene anche svelato come Michel, accecato dall'odio verso il padre, abbia ucciso la cameriera Charlotte e abbia iniziato a sfogarsi uccidendo animali.
Dopo aver completato i tre piani della casa, viene dato l'accesso ai sotterranei, dove Michel incontra la sua maledizione sotto le sembianze di Charlotte, che il ragazzo deve affrontare. Si scopre così che anche il ragazzo è maledetto e tutto è iniziato quando, poco prima, aveva ucciso il padre e una cameriera di casa sua.
Si passa, quindi, all’ultima parte della storia sul tetto della casa. Viene mostrato l’ultimo flashback che fa vedere come, tempo addietro, Michel e Cloé si fossero già conosciuti, a casa della ragazza durante un concerto, e di come lei si sia sentita, per la prima e unica volta, protetta e salvata dal padre. Da lì in avanti la ragazza si è aggrappata al ricordo di Michel per alleviare il suo dolore. Infine, viene mostrata la scena di quando Alain aveva finito di comporre il requiem per Cloé, e della ragazza che, anch’essa accecata dall’odio, lo aveva ucciso con una spada, facendo nascere la maledizione.
Appena dopo il ricordo, Cloé ci confida che in realtà lei non è la vera bambina, ma solo la sua proiezione, e che quella vera è chiusa in una stanza, sul punto di morte dal momento che non mangia niente e non si muove da giorni. Inoltre, la proiezione di Cloé chiede a Michel di metter fine alla maledizione, uccidendo la vera Cloé con il coltello d’argento da lei datogli, poiché se la ragazza morisse all’alba, ancora con la maledizione su di sé, si trasformerebbe in uno spirito maligno e la casa sarebbe irreparabilmente corrotta. Michel potrà anche metter fine alla propria maledizione, se sarà purificato dall’amore. Detto ciò, la proiezione di Cloé sparisce, e Michel va ad affrontare la maledizione della ragazza.
Il ragazzo scende nuovamente in uno scantinato, secondo le indicazioni della proiezione, in cui trova Alain, incarnazione della maledizione, che affronta e uccide. Dopodiché, Michel entra nella stanza dove si trova Cloé, e la trova smagrita, con i capelli bianchi, lo sguardo stralunato e indemoniato.
Da qui in poi, le scelte compiute finora e che verranno fatte determineranno il finale della storia.

## Colonna sonora
La colonna sonora di Cloé's Requiem è composta da 9 brani di musica classica, più il requiem finale, appunto, di Cloé, scritto da una delle creatrici, Nanashi no Chiyo.
Qui di seguito la lista dei brani presenti nel gioco:
1. Sonata per pianoforte n. 8, o Patetica, di L. van Beethoven
2. Sonata per pianoforte n. 14, o Chiaro di luna, di L. van Beethoven
3. Scene infantili, Op. 15. n. 7 "Sogno", di R. Schumann
4. Notturno n. 20, di F. Chopin
5. La Campanella, di F. Liszt
6. Danza Macabra op. 40, di C. Saint-Saëns
7. Capriccio n. 24, di N. Paganini
8. Sonata per pianoforte n. 17, o La Tempesta, di L. van Beethoven
9. Notturno 27 n. 1 in Do# Minore, di F. Chopin
10. Étude Op. 10, No. 3, o Studio dei Baci, di F. Chopin
11. Cloé's Requiem, di Nanashi no Chiyo

## Accoglienza

### Critica
Il gioco ha acquisito popolarità, soprattutto in Giappone, grazie alla partecipazione del gioco al festival online Nico Nico Chokagi 2015 e a un'intervista del Famitsū alle due giovani sviluppatrici, la cui giovane età ha destato scalpore.
Al di fuori del Giappone, il gioco è stato tradotto da fan ed è stato oggetto di critica amatoriale, che ne ha apprezzato le atmosfere e la storia ma ha lamentato la poca chiarezza del testo e il marketing fuorviante della serie.

### Adattamenti
Dal videogioco sono state tratte due volumi light novel editi da Kadokawa Shoten. Il primo è uscito il 21 novembre 2014 e il secondo il 10 marzo 2016: fra questi, solo il primo ha ricevuto una traduzione in coreano.
Il gioco è stato adattato in un fumetto per la rivista Furīgēmumagajin?, フリーゲームマガジン il 30 settembre 2015.
Un caffè temporaneo tematizzato sul gioco è stato creato nel 2016 da parte dell'azienda Princess Café, ed è stato portato a Ikebukuro, Osaka, Sapporo e Nagoya.